# Maurice Joshua
Maurice Joshua (né en 1967 à Chicago), est un DJ et producteur américain de musique électronique. Considéré comme un pionnier de la house[réf. souhaitée], il est principalement connu pour ses titres This is Acid, Feel the Mood ou encore The Other Side. 
Il se spécialise dans les remixes de titres de pop, soul et RnB, et a notamment collaboré avec les Destiny's Child, Michael Jackson, Rihanna et Kim English.

## Biographie
Son single This Is Acid (A New Dance Craze) (1988) atteint la première place du classement Billboard Hot Dance Club Play en avril 1989 et y reste pendant deux semaines. Joshua se fait d'abord connaître avec le titre underground early house : I Got A Big Dick (1988). Bien que ce titre soit son seul succès, il est nommé trois fois aux Grammy Awards pour ses remixes, et son remix de Crazy in Love de Beyoncé, connu sous le nom de Krazy in Luv (Maurice's Nu Soul Mix), remporte le Grammy Award du « meilleur morceau remixé, non-classique », en 2003.